# Aaron Blaise
Aaron Blaise est un peintre, animateur, réalisateur et professeur d'art américain. Il est connu pour son travail sur Brother Bear (Frère des Ours, 2003), Aladdin (1992) et Beauty and the Beast (La Belle et la Bête, 1991). Il a été nommé pour l'Oscar du meilleur long métrage d'animation pour Brother Bear.

## Vie et métier
Aaron Blaise est né le 17 février 1968 à Burlington, dans le Vermont. Il est diplômé du Ringling College of Art and Design en 1989 en tant qu'illustrateur. En 1989, il a commencé à travailler comme animateur et animateur superviseur aux Walt Disney Animation Studios pendant 8 ans sur des films tels que The Rescuers Down Under (Bernard et Bianca au pays des kangourous), Beauty and the Beast (La Belle et la Bête), Aladdin, The Lion King (Le Roi lion), Pocahontas et Mulan. À partir de 1997, il a travaillé comme réalisateur pendant 12 ans et a coréalisé Brother Bear, nommé pour le 76e Oscar du long métrage d'animation. Après la sortie du film, il a déménagé dans les studios d'animation de Disney à Burbank où il a développé plusieurs projets.
Le 11 mars 2007, sa femme meurt et il quitte Disney. En 2013, il travaille chez Paramount Pictures pendant moins d'un an en tant qu'artiste de développement visuel.
De 2010 à 2014, il travaille chez Tradition Studios en tant que réalisateur sur The Legend of Tembo mais la société fait faillite.
En 2012, avec son partenaire commercial, Nick Burch, il lance CreatureArtTeacher, proposant des leçons et des tutoriels de dessin et d'animation basés sur la longue carrière de Blaise.

## Filmographie

### Département Animation
| An   | Titre                                                  | Crédits                                   |
| ---- | ------------------------------------------------------ | ----------------------------------------- |
| 1990 | Lapin des montagnes russes (court-métrage)             | Assistant animateur                       |
| 1990 | Bernard et Bianca au pays des kangourous               | Assistant animation                       |
| 1991 | La Belle et la Bête                                    | Animateur                                 |
| 1992 | Aladdin                                                | Animateur                                 |
| 1993 | Trail Mix-Up (Court)                                   | Animateur de personnages                  |
| 1994 | Le Roi lion                                            | Animateur superviseur                     |
| 1994 | Le Roi lion (jeu vidéo)                                | Animateur superviseur                     |
| 1995 | Pocahontas                                             | Animateur                                 |
| 1996 | Quack Pack (série télévisée courte)                    | Directeur d'animation - 1 épisode         |
| 1998 | Mulan                                                  | Animateur superviseur                     |
| 2013 | John Lewis : L'Ours et le Lièvre (court-métrage vidéo) | Superviseur animateur, Character Designer |
| 2016 | L'Attrape-rêves (court-métrage)                        | Conception de créature                    |
| 2020 | Répandre l'amour (court-métrage)                       | Animateur                                 |

### Réalisateur
| An   | Titre                                     |
| ---- | ----------------------------------------- |
| 1999 | Comment hanter une maison (court-métrage) |
| 2003 | Frère des ours                            |
| 2014 | La Légende de Tembo (annulé)              |
| 2020 | Art Story (pré-production)                |

### Département artistique
| An   | Titre              | Crédits                           |
| ---- | ------------------ | --------------------------------- |
| 2017 | Maman (court)      | Illustration / Peintre            |
| 2020 | Marcheurs de loups | Concepteur / Développement visuel |